# Omaliinae
Sous-famille
Les Omaliinae forment une sous-famille de Staphylinidae qui compte huit tribus divisées en 36 genres. Comme tous les membres de la famille des Staphylinidae, ces insectes sont distinguables par des élytres très courts laissant plus de la moitié du corps exposé.

## Classification[1]
Tribe Anthophagini Thomson, 1859
- Acidota Stephens, 1829
- Anthobium Samouelle, 1819
- Anthophagus Gravenhorst, 1802
- Arpedium Erichson, 1839
- Cylletron Thomson, 1859
- Deliphrosoma Reitter, 1909
- Deliphrum Erichson, 1839
- Eucnecosum Reitter, 1909
- Geodromius Redtenbacher, 1857
- Lesteva Latreille, 1796
- Mannerheimia Mäklin, 1880
- Olophrum Erichson, 1839
- Philorinum Kraatz, 1858
- Phyllodrepoidea Ganglbauer, 1895
- Porrhodites Kraatz, 1858

Tribe Aphaenostemmini Peyerimhoff, 1914
- Aphaenostemmus Peyerimhoff, 1914

Tribe Corneolabiini Steel, 1950
- Corneolabium Steel, 1950

Tribe Coryphiini Portevin, 1929
- Boreaphilus Sahlberg, 1832
- Coryphium Stephens, 1834
- Coryphiomorphus Zerche, 1988
- Eudectus Redtenbacher, 1856

Tribe Eusphalerini Hatch, 1957
- Eusphalerum Kraatz, 1857

Tribe Hadrognathini Portevin, 1929
- Hadrognathus Schaum, 1852

Tribe Omaliini MacLeay, 1825
- Acrolocha Thomson, 1858
- Acrulia Thomson, 1858
- Hapalaraea Thomson, 1858
- Hypopycna Mulsant & Rey, 1880
- Micralymma Westwood, 1837
- Omalium Gravenhorst, 1802
- Phloeonomus Heer, 1839
- Phloeostibia Thomson, 1858
- Phyllodrepa Thomson, 1859
- Pycnoglypta Thomson, 1858
- Xylodromus Heer, 1839
- Xylostibia Ganglbauer, 1895

Genre Trigonodemus Leconte, 1863
- Trigonodemus Leconte, 1863